# فرودگاه پورت آگوستا
 فرودگاه پورت آگوستا (به انگلیسی: Port Augusta Airport) یک فرودگاه همگانی با کد یاتا PUG است . این فرودگاه در کشور استرالیا قرار دارد .